# Sport-Verein Werder von 1899 1983-1984
Questa voce raccoglie le informazioni riguardanti il Sport-Verein Werder von 1899 nelle competizioni ufficiali della stagione 1983-1984.

## Stagione
Nella stagione 1983-1984 il Werder Brema, allenato da Otto Rehhagel, concluse il campionato di Bundesliga al 5º posto. In Coppa di Germania il Werder Brema fu eliminato in semifinale dal Borussia M'gladbach. In Coppa UEFA il Werder Brema fu eliminato al secondo turno dal Lokomotive Lipsia.

## Rosa
| N. |                     | Ruolo | Calciatore        |
| -- | ------------------- | ----- | ----------------- |
|    | Germania (bandiera) | P     | Dieter Burdenski  |
|    | Germania (bandiera) | P     | Klaus Funk        |
|    | Germania (bandiera) | D     | Klaus Fichtel     |
|    | Germania (bandiera) | D     | Rigobert Gruber   |
|    | Germania (bandiera) | D     | Karl-Heinz Kamp   |
|    | Germania (bandiera) | D     | Dirk Lellek       |
|    | Germania (bandiera) | D     | Jonny Otten       |
|    | Austria (bandiera)  | D     | Bruno Pezzey      |
|    | Germania (bandiera) | D     | Matthias Ruländer |
|    | Germania (bandiera) | D     | Thomas Schaaf     |
|    | Germania (bandiera) | C     | Lothar Böhm       |
|    | Germania (bandiera) | C     | Uwe Bracht        |

| N. |                     | Ruolo | Calciatore       |
| -- | ------------------- | ----- | ---------------- |
|    | Germania (bandiera) | C     | Günter Hermann   |
|    | Germania (bandiera) | C     | Norbert Meier    |
|    | Germania (bandiera) | C     | Benno Möhlmann   |
|    | Giappone (bandiera) | C     | Yasuhiko Okudera |
|    | Germania (bandiera) | C     | Wolfgang Sidka   |
|    | Germania (bandiera) | C     | Norbert Siegmann |
|    | Germania (bandiera) | A     | Michael Böhnke   |
|    | Germania (bandiera) | A     | Frank Neubarth   |
|    | Germania (bandiera) | A     | Frank Ordenewitz |
|    | Germania (bandiera) | A     | Uwe Reinders     |
|    | Germania (bandiera) | A     | Rudi Völler      |

## Organigramma societario
Area tecnica
- Allenatore: Otto Rehhagel
- Allenatore in seconda:
- Preparatore dei portieri:
- Preparatori atletici:

## Calciomercato

### Sessione estiva
| Acquisti | Acquisti          | Acquisti                | Acquisti |
| R.       | Nome              | da                      | Modalità |
| -------- | ----------------- | ----------------------- | -------- |
| C        | Lothar Böhm       | Werder Brema II         |          |
| A        | Frank Ordenewitz  | Werder Brema (juniores) |          |
| D        | Bruno Pezzey      | Eintracht Francoforte   |          |
| D        | Matthias Ruländer | Wolfsburg               |          |

| Cessioni | Cessioni       | Cessioni  | Cessioni |
| R.       | Nome           | a         | Modalità |
| -------- | -------------- | --------- | -------- |
| D        | Martin Haskamp | Oldenburg |          |

### Sessione invernale
| Acquisti | Acquisti | Acquisti | Acquisti |
| R.       | Nome     | da       | Modalità |
| -------- | -------- | -------- | -------- |

| Cessioni | Cessioni | Cessioni | Cessioni |
| R.       | Nome     | a        | Modalità |
| -------- | -------- | -------- | -------- |

## Risultati

### Bundesliga

#### Girone di andata
| Arbitro: | Pauly |

|                     |           |  |
| Schön 7’ Walter 23’ | Marcatori |  |

| Arbitro: | Correll |

|                                             |           |                     |
| Meier 13’, 57’ Neubarth 48’ Völler 51’, 78’ | Marcatori | 40’ Kuntz 75’ Pater |

| Arbitro: | Brehm |

|                                   |           |            |
| Lienen 15’ Mill 55’ Frontzeck 76’ | Marcatori | 86’ Völler |

| Arbitro: | Neuner |

|            |           |  |
| Schaaf 20’ | Marcatori |  |

| Monaco di Baviera 3 settembre 1983, ore 15:30 CEST 5ª giornata | Bayern Monaco | 0 – 0 referto | Werder Brema | Stadio Olimpico (32 000 spett.)\| Arbitro: \| Ahlenfelder \| |
| Arbitro:                                                       | Ahlenfelder   |               |              |                                                              |

| Arbitro: | Uhlig |

|                       |           |  |
| Pezzey 52’ Völler 55’ | Marcatori |  |

| Francoforte sul Meno 17 settembre 1983, ore 15:30 CEST 7ª giornata | Eintracht Francoforte | 0 – 0 referto | Werder Brema | Waldstadion (20 000 spett.)\| Arbitro: \| Risse \| |
| Arbitro:                                                           | Risse                 |               |              |                                                    |

| Brema 23 settembre 1983, ore 20:00 CEST 8ª giornata | Werder Brema | 0 – 0 referto | Amburgo | Weserstadion (40 800 spett.)\| Arbitro: \| Eschweiler \| |
| Arbitro:                                            | Eschweiler   |               |         |                                                          |

| Arbitro: | Wippker |

|                                 |           |                             |
| Geye 8’ Hoos 53’ Eilenfeldt 87’ | Marcatori | 6’, 67’ Völler 26’ Reinders |

| Arbitro: | Tritschler |

|                                |           |          |
| Bracht 17’ Reinders 65’ (rig.) | Marcatori | 52’ Koch |

| Arbitro: | Hontheim |

|  |           |                                |
|  | Marcatori | 20’ Meier 88’ Sidka 90’ Völler |

| Arbitro: | Niebergall |

|                             |           |  |
| Meier 16’, 53’ Neubarth 80’ | Marcatori |  |

| Arbitro: | Ermer |

|                           |           |  |
| Pagelsdorf 5’ Wohlers 56’ | Marcatori |  |

| Arbitro: | Theobald |

|                         |           |  |
| Pezzey 32’ Neubarth 55’ | Marcatori |  |

| Arbitro: | Wahmann |

|                                                                              |           |                   |
| Sidka 32’ Reinders 34’ (rig.), 43’ Pezzey 39’, 65’ Völler 47’, 81’ Otten 79’ | Marcatori | 30’ (rig.) Kutzop |

| Arbitro: | Niebergall |

|                                      |           |  |
| Kelsch 62’ Allgöwer 69’ Reichert 79’ | Marcatori |  |

| Arbitro: | Wuttke |

|                                         |           |  |
| Reinders 20’ Okudera 32’ Meier 35’, 80’ | Marcatori |  |

#### Girone di ritorno
| Arbitro: | Wippker |

|                                                                    |           |  |
| Reinders 42’ Gruber 47’ Meier 69’ Neubarth 74’ Quaisser 90’ (aut.) | Marcatori |  |

| Arbitro: | Walz |

|                             |           |                                           |
| Kuntz 18’ Schreier 35’, 57’ | Marcatori | 75’ (aut.) Žugčić 77’ Neubarth 88’ Völler |

| Arbitro: | Brückner |

|                         |           |  |
| Neubarth 70’ Völler 80’ | Marcatori |  |

| Arbitro: | Schmidhuber |

|             |           |                                        |
| Prestin 80’ | Marcatori | 41’ Möhlmann 50’, 63’ Meier 72’ Völler |

| Arbitro: | Assenmacher |

|                                   |           |                               |
| Völler 26’ Sidka 29’ Neubarth 77’ | Marcatori | 50’ Rummenigge 53’ Rummenigge |

| Arbitro: | Gabor |

|                          |           |  |
| Trunk 9’ Burgsmüller 55’ | Marcatori |  |

| Arbitro: | Umbach |

|                          |           |                                   |
| Reinders 34’ (rig.), 63’ | Marcatori | 19’, 79’ Falkenmayer 25’ Tobollik |

| Arbitro: | Roth |

|                                            |           |  |
| Wuttke 9’ Rolff 15’ Hartwig 53’ Magath 90’ | Marcatori |  |

| Arbitro: | Brehm |

|           |           |           |
| Meier 24’ | Marcatori | 6’ Hübner |

| Arbitro: | Michel |

|                     |           |                                |
| Klotz 19’ Loose 38’ | Marcatori | 20’ Meier 55’ Sidka 65’ Völler |

| Arbitro: | Ermer |

|                                                     |           |                              |
| Reinders 60’ (rig.), 78’ Pezzey 66’ Völler 73’, 81’ | Marcatori | 35’ Funkel 44’ (aut.) Gruber |

| Leverkusen 14 aprile 1984, ore 15:30 CEST 29ª giornata | Bayer Leverkusen | 0 – 0 referto | Werder Brema | Ulrich-Haberland-Stadion (12 000 spett.)\| Arbitro: \| Werner \| |
| Arbitro:                                               | Werner           |               |              |                                                                  |

| Arbitro: | Walz |

|                                   |           |  |
| Meier 29’ Völler 46’ Neubarth 82’ | Marcatori |  |

| Arbitro: | Brückner |

|                                     |           |                                        |
| Eðvaldsson 26’ (rig.) Fach 64’, 90’ | Marcatori | 39’, 52’ Neubarth 75’ Meier 85’ Lellek |

| Arbitro: | Ahlenfelder |

|                    |           |                                                                               |
| Bein 16’, 48’, 49’ | Marcatori | 30’ Völler 36’, 67’, 82’ Neubarth 58’ (aut.) Kutzop 70’ Reinders 87’ Möhlmann |

| Arbitro: | Theobald |

|              |           |                               |
| Möhlmann 72’ | Marcatori | 62’ Sigurvinsson 82’ Ohlicher |

| Arbitro: | Wahmann |

|               |           |                        |
| Ellmerich 15’ | Marcatori | 7’ Böhnke 54’ Möhlmann |

### Coppa di Germania
| Arbitro: | Kasper |

|                                                         |           |  |
| Neubarth 30’, 37’ Sidka 56’ (rig.) Völler 84’ Meier 90’ | Marcatori |  |

| Arbitro: | Bodmer |

|  |           |                                             |
|  | Marcatori | 1’ (rig.), 18’ (rig.) Reinders 24’ Möhlmann |

| Arbitro: | Föckler |

|  |           |           |
|  | Marcatori | 95’ Meier |

| Arbitro: | Pauly |

|           |           |  |
| Sidka 90’ | Marcatori |  |

| Arbitro: | Hontheim |

|                                                    |           |                                               |
| Matthäus 40’ Ringels 44’ Rahn 76’ Criens 90’, 107’ | Marcatori | 42’ Meier 77’ Möhlmann 80’ Sidka 82’ Reinders |

### Coppa UEFA
| Arbitro: | Hope |

|                     |           |              |
| Reinders 66’ (rig.) | Marcatori | 76’ Sunesson |

| Arbitro: | Worrall |

|                     |           |                      |
| Rönnberg 37’ (rig.) | Marcatori | 47’ Pezzey 57’ Sidka |

| Arbitro: | Constantin |

|             |           |  |
| Richter 35’ | Marcatori |  |

| Arbitro: | Arminio |

|            |           |            |
| Völler 72’ | Marcatori | 17’ Schöne |

## Statistiche

### Statistiche di squadra
| Competizione      | Punti | In casa | In casa | In casa | In casa | In casa | In casa | In trasferta | In trasferta | In trasferta | In trasferta | In trasferta | In trasferta | Totale | Totale | Totale | Totale | Totale | Totale | DR  |
| Competizione      | Punti | G       | V       | N       | P       | Gf      | Gs      | G            | V            | N            | P            | Gf           | Gs           | G      | V      | N      | P      | Gf     | Gs     | DR  |
| ----------------- | ----- | ------- | ------- | ------- | ------- | ------- | ------- | ------------ | ------------ | ------------ | ------------ | ------------ | ------------ | ------ | ------ | ------ | ------ | ------ | ------ | --- |
| Bundesliga        | 45    | 17      | 13      | 2       | 2       | 49      | 14      | 17           | 6            | 5            | 6            | 30           | 32           | 34     | 19     | 7      | 8      | 79     | 46     | +33 |
| Coppa di Germania | -     | 2       | 2       | 0       | 0       | 6       | 0       | 3            | 2            | 0            | 1            | 8            | 5            | 5      | 4      | 0      | 1      | 14     | 5      | +9  |
| Coppa UEFA        | -     | 2       | 0       | 2       | 0       | 2       | 2       | 2            | 1            | 0            | 1            | 2            | 2            | 4      | 1      | 2      | 1      | 4      | 4      | 0   |
| Totale            | 45    | 21      | 15      | 4       | 2       | 57      | 16      | 22           | 9            | 5            | 8            | 40           | 39           | 43     | 24     | 9      | 10     | 97     | 55     | +42 |

### Andamento in campionato
| Giornata  | 1  | 2 | 3  | 4 | 5 | 6 | 7 | 8 | 9 | 10 | 11 | 12 | 13 | 14 | 15 | 16 | 17 | 18 | 19 | 20 | 21 | 22 | 23 | 24 | 25 | 26 | 27 | 28 | 29 | 30 | 31 | 32 | 33 | 34 |
| --------- | -- | - | -- | - | - | - | - | - | - | -- | -- | -- | -- | -- | -- | -- | -- | -- | -- | -- | -- | -- | -- | -- | -- | -- | -- | -- | -- | -- | -- | -- | -- | -- |
| Luogo     | T  | C | T  | C | T | C | T | C | T | C  | T  | C  | T  | C  | C  | T  | C  | C  | T  | C  | T  | C  | T  | C  | T  | C  | T  | C  | T  | C  | T  | T  | C  | T  |
| Risultato | P  | V | P  | V | N | V | N | N | N | V  | V  | V  | P  | V  | V  | P  | V  | V  | N  | V  | V  | V  | P  | P  | P  | N  | V  | V  | N  | V  | V  | V  | P  | V  |
| Posizione | 17 | 7 | 10 | 9 | 8 | 7 | 6 | 6 | 7 | 5  | 4  | 3  | 6  | 5  | 4  | 6  | 4  | 3  | 4  | 3  | 3  | 2  | 4  | 5  | 5  | 5  | 5  | 5  | 5  | 5  | 5  | 5  | 5  | 5  |

Legenda:

Luogo: C = Casa; T = Trasferta. Risultato: V = Vittoria; N = Pareggio; P = Sconfitta.

### Statistiche dei giocatori
| Giocatore     | Bundesliga | Bundesliga | Bundesliga  | Bundesliga | Coppa di Germania | Coppa di Germania | Coppa di Germania | Coppa di Germania | Coppa UEFA | Coppa UEFA | Coppa UEFA  | Coppa UEFA | Totale   | Totale | Totale      | Totale     |
| Giocatore     | Presenze   | Reti       | Ammonizioni | Espulsioni | Presenze          | Reti              | Ammonizioni       | Espulsioni        | Presenze   | Reti       | Ammonizioni | Espulsioni | Presenze | Reti   | Ammonizioni | Espulsioni |
| ------------- | ---------- | ---------- | ----------- | ---------- | ----------------- | ----------------- | ----------------- | ----------------- | ---------- | ---------- | ----------- | ---------- | -------- | ------ | ----------- | ---------- |
| U. Bracht     | 9          | 1          | 0           | 0          | 1                 | 0                 | 0                 | 0                 | 2          | 0          | 0           | 0          | 12       | 1      | 0           | 0          |
| D. Burdenski  | 34         | 0          | 0           | 0          | 5                 | 0                 | 0                 | 0                 | 4          | 0          | 0           | 0          | 43       | 0      | 0           | 0          |
| L. Böhm       | 1          | 0          | 0           | 0          | 0                 | 0                 | 0                 | 0                 | 0          | 0          | 0           | 0          | 1        | 0      | 0           | 0          |
| M. Böhnke     | 4          | 1          | 0           | 0          | 1                 | 0                 | 0                 | 0                 | 0          | 0          | 0           | 0          | 5        | 1      | 0           | 0          |
| K. Fichtel    | 8          | 0          | 0           | 0          | 2                 | 0                 | 0                 | 0                 | 0          | 0          | 0           | 0          | 10       | 0      | 0           | 0          |
| K. Funk       | 0          | 0          | 0           | 0          | 0                 | 0                 | 0                 | 0                 | 0          | 0          | 0           | 0          | 0        | 0      | 0           | 0          |
| R. Gruber     | 27         | 1          | 6           | 1          | 4                 | 0                 | 2                 | 0                 | 4          | 0          | 0           | 0          | 35       | 1      | 8           | 1          |
| G. Hermann    | 1          | 0          | 0           | 0          | 1                 | 0                 | 0                 | 0                 | 0          | 0          | 0           | 0          | 2        | 0      | 0           | 0          |
| K. Kamp       | 8          | 0          | 0           | 0          | 1                 | 0                 | 0                 | 0                 | 0          | 0          | 0           | 0          | 9        | 0      | 0           | 0          |
| D. Lellek     | 3          | 1          | 0           | 0          | 0                 | 0                 | 0                 | 0                 | 0          | 0          | 0           | 0          | 3        | 1      | 0           | 0          |
| N. Meier      | 33         | 14         | 1           | 0          | 4                 | 3                 | 0                 | 0                 | 4          | 0          | 0           | 0          | 41       | 17     | 1           | 0          |
| B. Möhlmann   | 33         | 4          | 1           | 0          | 5                 | 2                 | 0                 | 0                 | 4          | 0          | 0           | 0          | 42       | 6      | 1           | 0          |
| F. Neubarth   | 31         | 13         | 4           | 0          | 3                 | 2                 | 1                 | 0                 | 3          | 0          | 0           | 0          | 37       | 15     | 5           | 0          |
| Y. Okudera    | 29         | 1          | 0           | 0          | 4                 | 0                 | 0                 | 0                 | 4          | 0          | 0           | 0          | 37       | 1      | 0           | 0          |
| F. Ordenewitz | 5          | 0          | 0           | 0          | 1                 | 0                 | 0                 | 0                 | 0          | 0          | 0           | 0          | 6        | 0      | 0           | 0          |
| J. Otten      | 27         | 1          | 4           | 0          | 4                 | 0                 | 0                 | 0                 | 3          | 0          | 0           | 0          | 34       | 1      | 4           | 0          |
| B. Pezzey     | 33         | 5          | 4           | 0          | 3                 | 0                 | 1                 | 0                 | 4          | 1          | 0           | 0          | 40       | 6      | 5           | 0          |
| U. Reinders   | 33         | 11         | 6           | 0          | 4                 | 3                 | 0                 | 0                 | 4          | 1          | 0           | 0          | 41       | 15     | 6           | 0          |
| M. Ruländer   | 0          | 0          | 0           | 0          | 0                 | 0                 | 0                 | 0                 | 0          | 0          | 0           | 0          | 0        | 0      | 0           | 0          |
| T. Schaaf     | 29         | 1          | 4           | 0          | 5                 | 0                 | 0                 | 0                 | 4          | 0          | 0           | 0          | 38       | 1      | 4           | 0          |
| W. Sidka      | 30         | 4          | 1           | 0          | 4                 | 3                 | 0                 | 0                 | 4          | 1          | 0           | 0          | 38       | 8      | 1           | 0          |
| N. Siegmann   | 11         | 0          | 2           | 0          | 3                 | 0                 | 1                 | 0                 | 0          | 0          | 0           | 0          | 14       | 0      | 3           | 0          |
| R. Völler     | 31         | 18         | 4           | 0          | 4                 | 1                 | 2                 | 0                 | 4          | 1          | 0           | 0          | 39       | 20     | 6           | 0          |